# Peter Arentsen
Peter Arentsen (...) è un giocatore di football americano tedesco che gioca nel ruolo di defensive lineman per gli Allgäu Comets.